# Sofortige Beschwerde
Die sofortige Beschwerde ist ein gerichtliches Rechtsmittel im Zivilprozess (§§ 567 ff. ZPO) oder im Strafprozess (§ 311 StPO).

## Sofortige Beschwerde im Zivilprozess
Die sofortige Beschwerde ist eines der drei Rechtsmittel im Zivilprozess. 

### Anwendungsfälle
Die sofortige Beschwerde kann in erster Instanz eingelegt werden, 
- wenn ein das Verfahren betreffender Antrag zurückgewiesen wurde, über den ohne mündliche Verhandlung entschieden werden konnte (z. B. Ablehnung des Antrags auf selbständiges Beweisverfahren, Erlass einer einstweiligen Anordnung oder Arrest und einstweilige Verfügung).
- wenn das Gesetz die sofortige Beschwerde als Rechtsmittel ausdrücklich zulässt (z. B. Kostenfestsetzungsbeschluss, Ablehnung der Prozesskostenhilfe, Zwischenurteile nach § 135 Abs. 3 oder § 387 Abs. 3 ZPO).

### Beschwerdeverfahren
Hält das Gericht, dessen Entscheidung angefochten wird, die Beschwerde für begründet, so hat es der Beschwerde abzuhelfen. Andernfalls ist die Beschwerde unverzüglich dem Beschwerdegericht vorzulegen (§ 572 ZPO).

### Beschwerdegericht
Die sofortige Beschwerde kann entweder bei dem Gericht, dessen Entscheidung angefochten wird, oder bei dem im Rechtszug nächsthöheren Gericht eingelegt werden (gem. § 569), also z. B. bei einer Beschwerde gegen eine Entscheidung des Amtsgerichts an das Landgericht als Beschwerdegericht und bei einer Entscheidung des Landgerichts an das Oberlandesgericht als Beschwerdegericht. Gegen Beschlüsse eines Oberlandesgerichts ist nach § 567 ZPO keine sofortige Beschwerde möglich.

### Frist
Die sofortige Beschwerde ist innerhalb einer Notfrist von zwei Wochen einzulegen, es sei denn, im Gesetz ist etwas anderes geregelt (z. B. in § 127 Abs. 2 Satz 3 ZPO: ein Monat). Gegen einen Beschluss zur Versagung von Prozesskostenhilfe muss die Beschwerde innerhalb eines Monats nach Zustellung dieses Beschlusses eingelegt werden (ZPO). Die Frist beginnt ab Zustellung bei der jeweiligen Partei. Bei Rechtsanwälten wird die Zustellung durch das sogenannte Empfangsbekenntnis bestätigt. In Straf- und Bußgeldsachen beträgt die Beschwerdefrist eine Woche. Es gibt aber auch die Rechtsbeschwerde. Die Rechtsbeschwerde muss innerhalb eines Monats ab Zustellung des Beschlusses begründet werden.

### Weiteres Rechtsmittel
Gegen Entscheidungen im Beschwerdeverfahren selbst ist die Rechtsbeschwerde eröffnet (§ 574 ZPO). Die Rechtsbeschwerde steht auch gegen Beschlüsse im Berufungsverfahren und gegen erstinstanzliche Beschlüsse des Oberlandesgerichts offen. Sie ist revisionsähnlich ausgestaltet. Rechtsbeschwerdegericht ist stets der Bundesgerichtshof (§ 133 GVG).

## Sofortige Beschwerde im Strafprozess
Der Unterschied zur (einfachen) Beschwerde im Strafprozess besteht in der Frist zur Einlegung ("sofortig") sowie im teilweisen Abhilfeverbot. Eine sofortige Beschwerde ist nur für bestimmte Fälle vorgesehen, die im Gesetz auf die Vorschrift zur sofortigen Beschwerde verweisen.
Die Beschwerdefrist beträgt eine Woche (§ 311 Abs. 2 StPO). Sie beginnt mit der Bekanntmachung nach § 35 StPO.
Die sofortige Beschwerde ist bei dem Gericht, dessen Entscheidung angefochten wird, einzulegen (§ 306 Abs. 1 StPO analog).
Dieses Gericht darf der Beschwerde nicht abhelfen (§ 311 Abs. 3 Satz 1 StPO). Das gilt nicht, wenn die angefochtene Entscheidung auf einer Verletzung des Rechts auf Rechtliches Gehör beruhte (§ 311 Abs. 3 Satz 2 StPO).
Die Sache ist sonst sofort, möglichst binnen drei Tagen dem Beschwerdegericht vorzulegen (§ 306 Abs. 2 StPO analog).
Das zuständige Beschwerdegericht ergibt sich aus § 73 Abs. 1 GVG, aus § 120 Abs. 3, 4, § 121 Abs. 1 Nr. 2 GVG bzw. aus § 135 Abs. 2 GVG. 